# Diagram dwubarwny
Diagram dwubarwny – graficzna ilustracja rozkładu obserwowanych w gwiazdach wartości wskaźników U-B i B-V szerokopasmowego systemu fotometrycznego UBV.
Stosowany jest do określania metaliczności gwiazd.
Duże litery są oznaczeniami filtrów o szerokości połówkowej kilkuset angstremów.